# Orthophytum maracasense
Orthophytum maracasense är en gräsväxtart som beskrevs av Lyman Bradford Smith. Orthophytum maracasense ingår i släktet Orthophytum och familjen Bromeliaceae. Inga underarter finns listade i Catalogue of Life.

## Bildgalleri

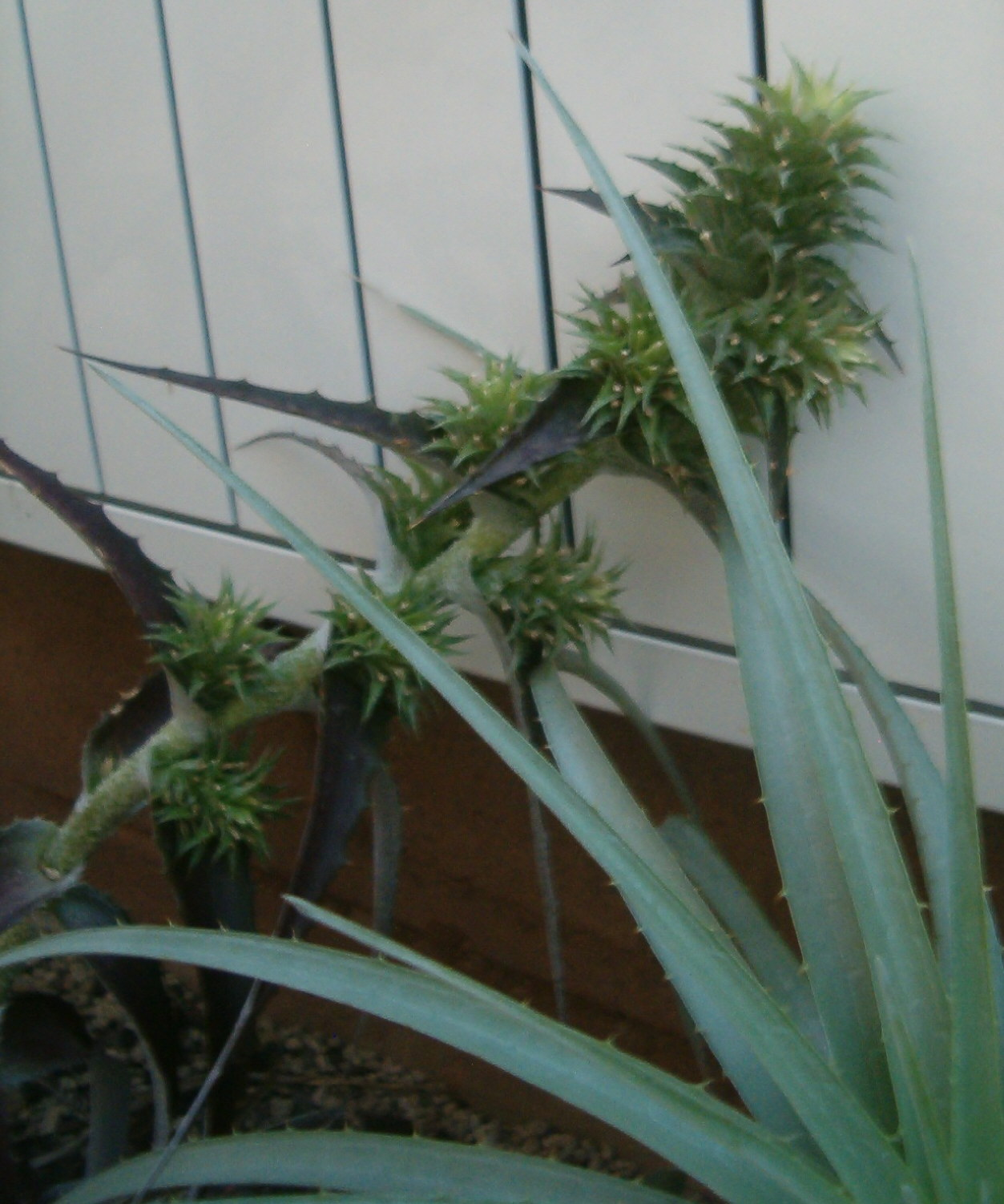
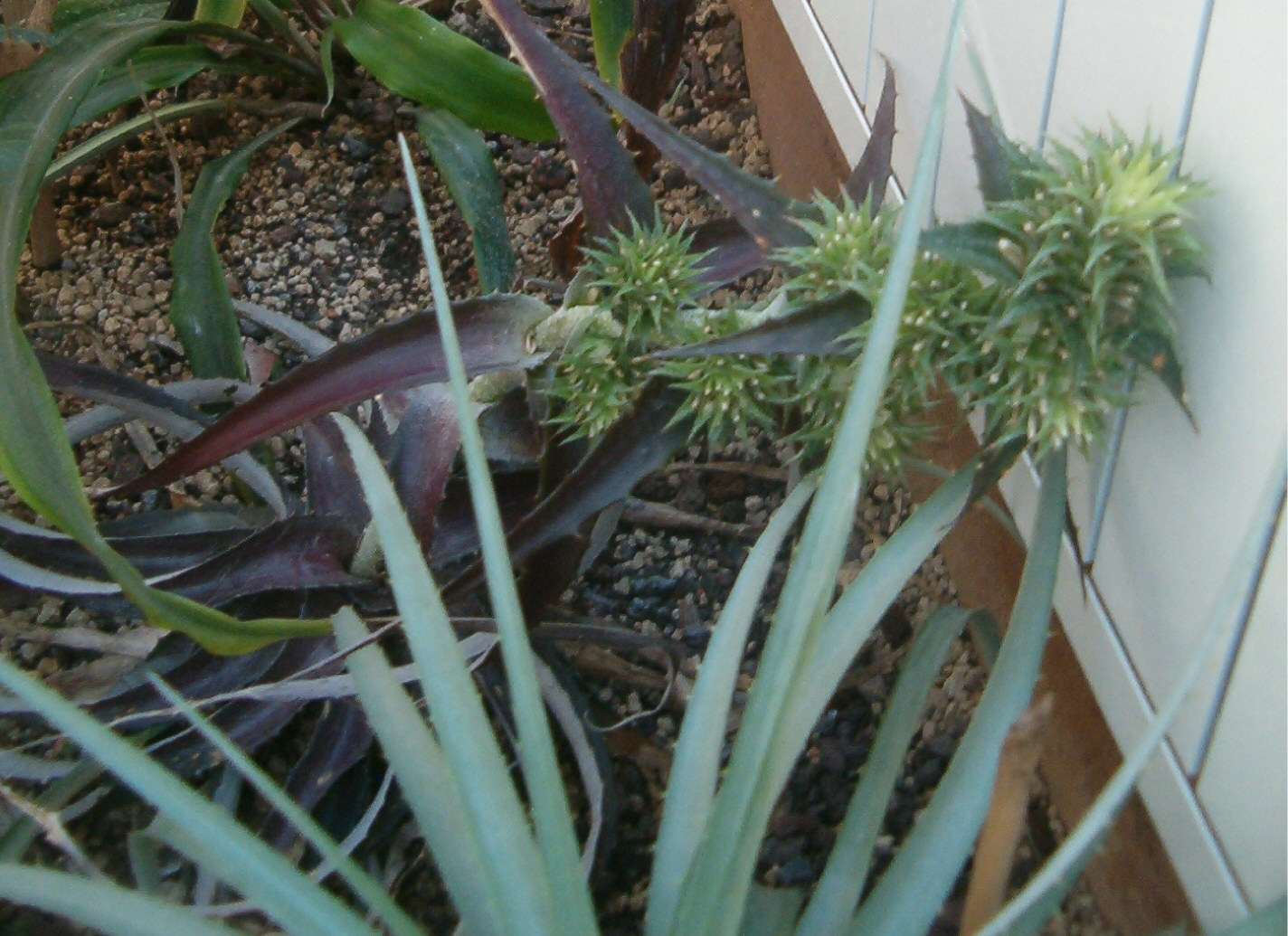
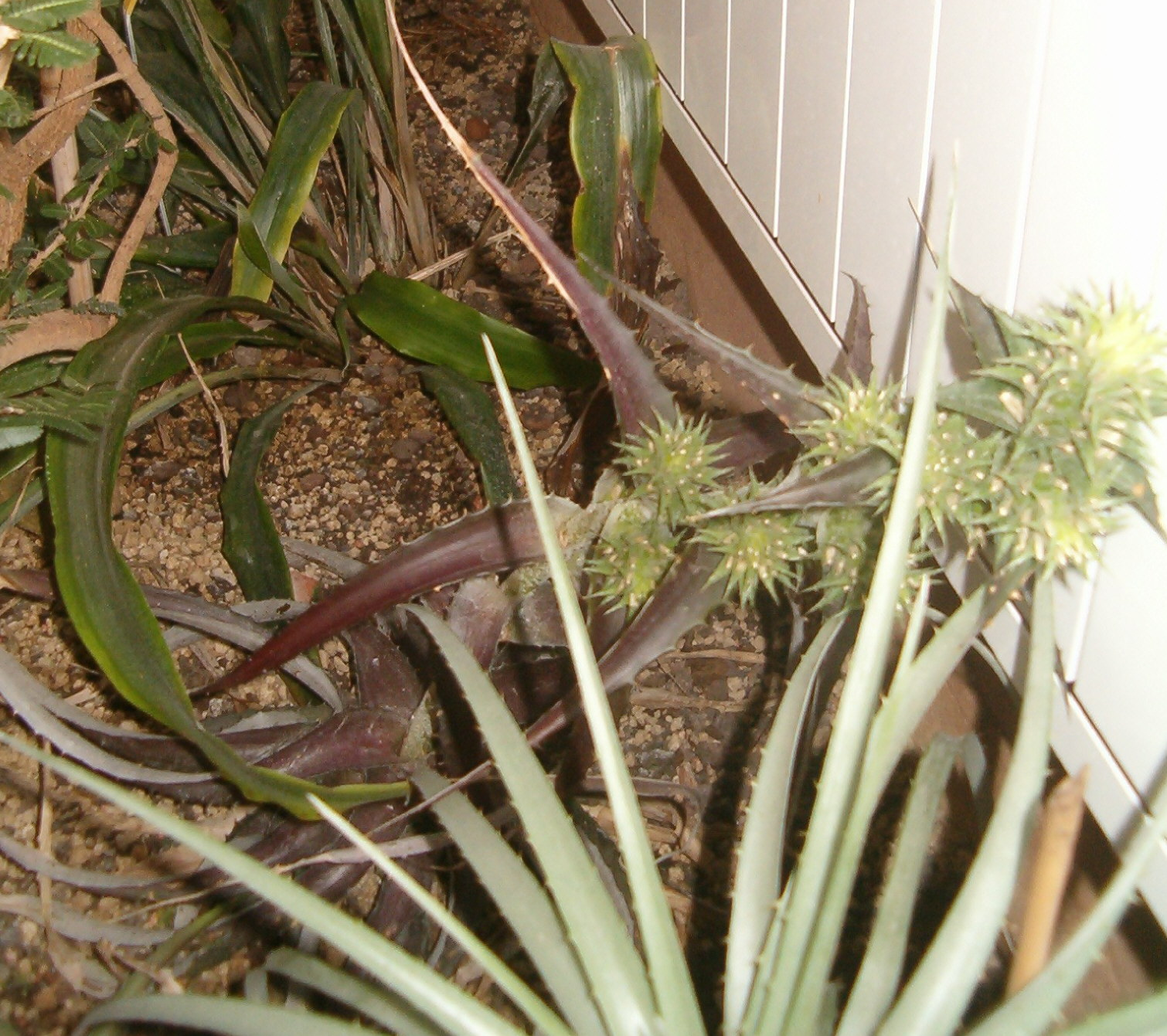